# Fuerzas Armadas de la República Checa
Las Fuerzas Armadas de la República Checa (en checo: Armáda České republiky) comprenden las Ejército de la República Checa, la Fuerza Aérea Checa y unidades de soporte. Desde finales de la década de 1940 hasta 1989, las amplias Fuerzas Armadas de Checoslovaquia (sobre 200.000 efectivos) formaron uno de los pilares de la alianza militar de Pacto de Varsovia. Después de la disolución de Checoslovaquia, la República Checa está completando una importante reorganización y reducción de sus fuerzas armadas, que se ha intensificado después de la adhesión de la República Checa a la OTAN en 12 de marzo de 1999.
En el año 2013, de acuerdo a lo estipulado en el Libro Blanco de la Defensa, se escindirán los componentes aéreo y terrestre, tanto en sus estructuras como en sus sedes, después de lo desprendido del reporte, que enuncia que una mejora mayor vendría de la separación de los comandos y sus unidades.

## Historia
Las Fuerzas Armadas de Checoslovaquia fueron formadas originalmente después de 1918, cuando fue creada la Primera República Checoslovaca tras la derrota del Imperio austrohúngaro en la I Guerra Mundial. Después de la caída de Checoslovaquia y de la ocupación de la parte checa por la Alemania Nazi en 1939, unidades y formaciones checoslovacas sirvieron con el Ejército Polaco (Legión Checoslovaca), el Ejército Francés, la Fuerza Aérea Británica, el Ejército Británico (la 1.ª Brigada Blindada Checoslovaca), y el Ejército Rojo (1.er Cuerpo). Cuatro escuadrones de la RAF bajo mando checo y eslovaco fueron transferidos a control checoslovaco a finales de 1945.
Desde 1954 hasta 1990, el ejército fue conocido como Ejército Popular Checoslovaco (ČSLA). A pesar de que el ČSLA, como formado en 1945, incluía tropas expatriadas equipadas o entrenadas tanto por soviéticos como británicos, los soldados "occidentales" fueron purgados del ČSLA después de 1948 cuando los comunistas tomaron el poder. El ČSLA no ofreció resistencia a la invasión organizada por los soviéticos en 1968 en reacción a la "Primavera de Praga", y fue ampliamente reorganizada por los soviéticos tras la reimposición del gobierno comunista en Praga.
De los aproximadamente 201.000 efectivos en servicio en el ČSLA en 1987, cerca de 145.000, o en torno al 72 por cien, servían en las fuerzas de tierra (comúnmente referido como ejército). Cerca de 100.000 de estos eran conscriptos. Existían dos distritos militares, Occidental y Oriental. Una lista de fuerzas de 1989 muestra dos ejércitos checoslovacos en el oeste, el primero en Příbram con una división de tanques y tres divisiones de fusileros motorizados, la cuarta en Písek con dos divisiones de tanques y dos divisiones de fusileros motorizados. En el Distrito Militar Oriental, había dos divisiones de tanques, la 13.ª y la 14.ª, con un cuartel general de supervisión en Trenčín en la parte eslovaca del país.
Durante la Guerra Fría, el ČSLA fue equipado principalmente con armamento soviético, aunque algunas vehículos y armas como el transporte de personal blindado OT-64 SKOT, los aviones L-29 Delfín y L-39 Albatros, el lanzacohetes antitanque P-27 Pancéřovka, el fusil de asalto Sa vz. 58 o la ametralladora media Uk vz. 59 eran de diseño y producción checoslovaca.

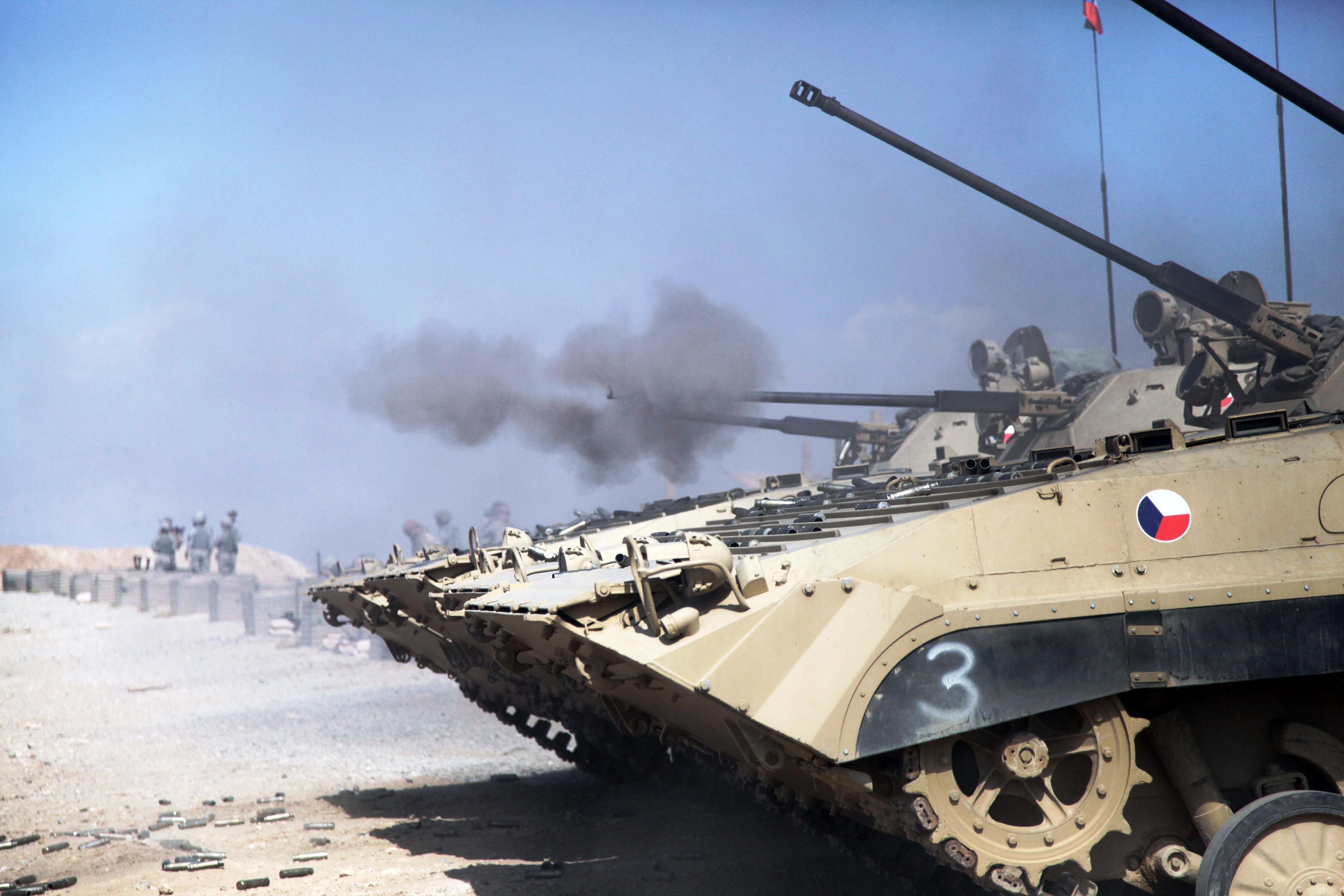
Un BVP2 disparando en Afganistán.

### Después de 1992 (disolución de Checoslovaquia)
El Ejército de la República Checa fue formado después de la división de las Fuerzas Armadas Checoslovacas tras la disolución de Checoslovaquia el 1 de enero de 1993. Las Fuerzas Checas se quedaron en 90.000 efectivos en 1998. Fueron reducidas a en torno a 65.000 efectivos en 11 brigadas de combate y la Fuerza Aérea en 1997, a 63.601 en 1999, y a 35.000 en 2005. Al mismo tiempo, las fuerzas armadas fueron modernizadas y orientadas hacia una postura defensiva. En 2004, el ejército fue transformado en una organización enteramente profesional y el servicio militar obligatorio fue abolido. El Ejército mantiene una reserva activa.
La República Checa es miembro de las Naciones Unidas y la Organización para la Seguridad y Cooperación en Europa. Desde 1990, el Ejército de la República Checa y las Fuerzas Armadas Checas han contribuido en numerosas operaciones humanitarias y mantenimiento de la paz, incluyendo la IFOR, SFOR, y EUFOR Althea en Bosnia, la Operación Tormenta del Desierto, Afganistán, Kósovo, Albania, Turquía, Pakistán y con la coalición de fuerzas en Irak.
Despliegues actuales (a 2010):
- Kosovo: Operación de OTAN "Joint Enterprise" (KFOR) - 450 soldados
- Afganistán: Operación de la OTAN (ISAF) - 458 soldados, 12 expertos civiles y 3 helicópteros Mi-171S en las provincias de Faizabad, Logar y Paktika.
- Somalia: Operación Atalanta de la UE (NAVFOR) - 3 soldados
- RD Congo: Misión de la ONU de mantenimiento de la paz (MONUC) - 3 observadores militares
- Afganistán: Misión de la ONU de mantenimiento de la paz (UNAMA) - 1 observador militar
- Kosovo: Misión de la ONU de mantenimiento de la paz (MINUK) - 1 observador militar

En febrero de 2010, los medios de comunicación checos especularon sobre posible corrupción en torno a la compra de vehículos Pandur II para el Ejército Checo.

## Estructura

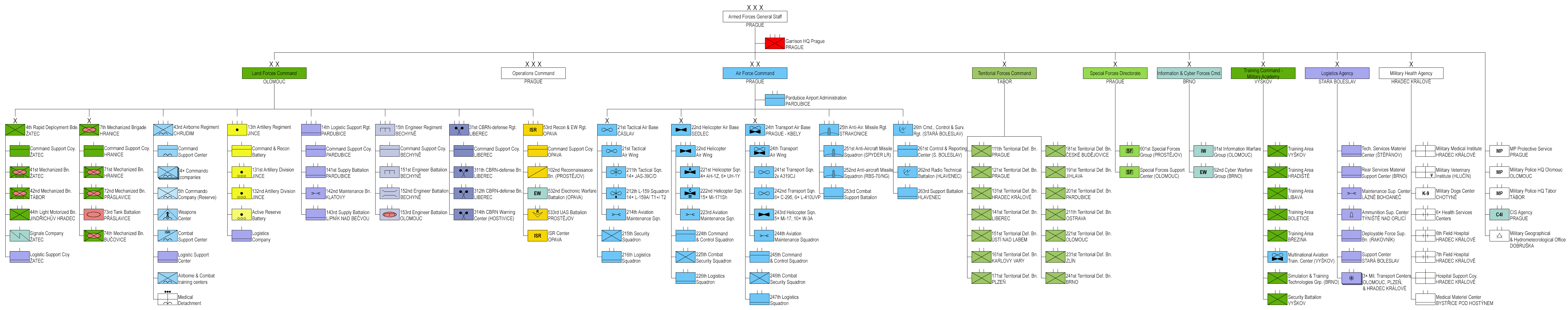
Estructura de las Fuerzas Armadas Checas.

La estructura de las Fuerzas Armadas Checas consiste en tres partes:
- Estado Mayor de las Fuerzas Armadas Checas (Praga)

-  Ejército de la República Checa (Olomouc)
-  Fuerza Aérea Checa (Praga)
-  Fuerzas Especiales Checas
 Fuerzas Cibernéticas Checas
-  Fuerzas Territoriales Checas

## Uniformes
Diferentes tipos de uniformes del Ejército Checo:

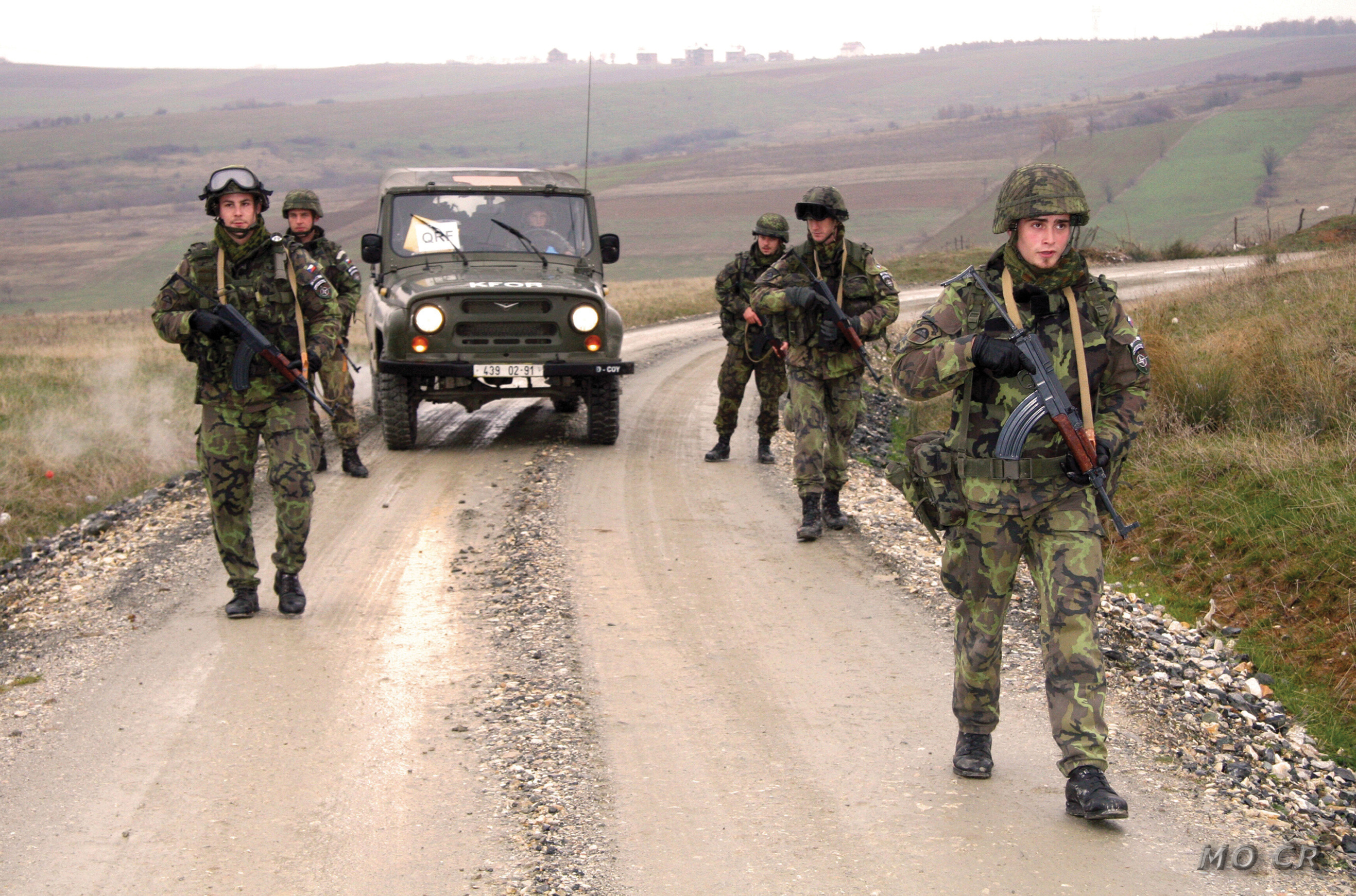
Uniforme estándar de camuflaje checo y rifle de servicio estándar vz. 58
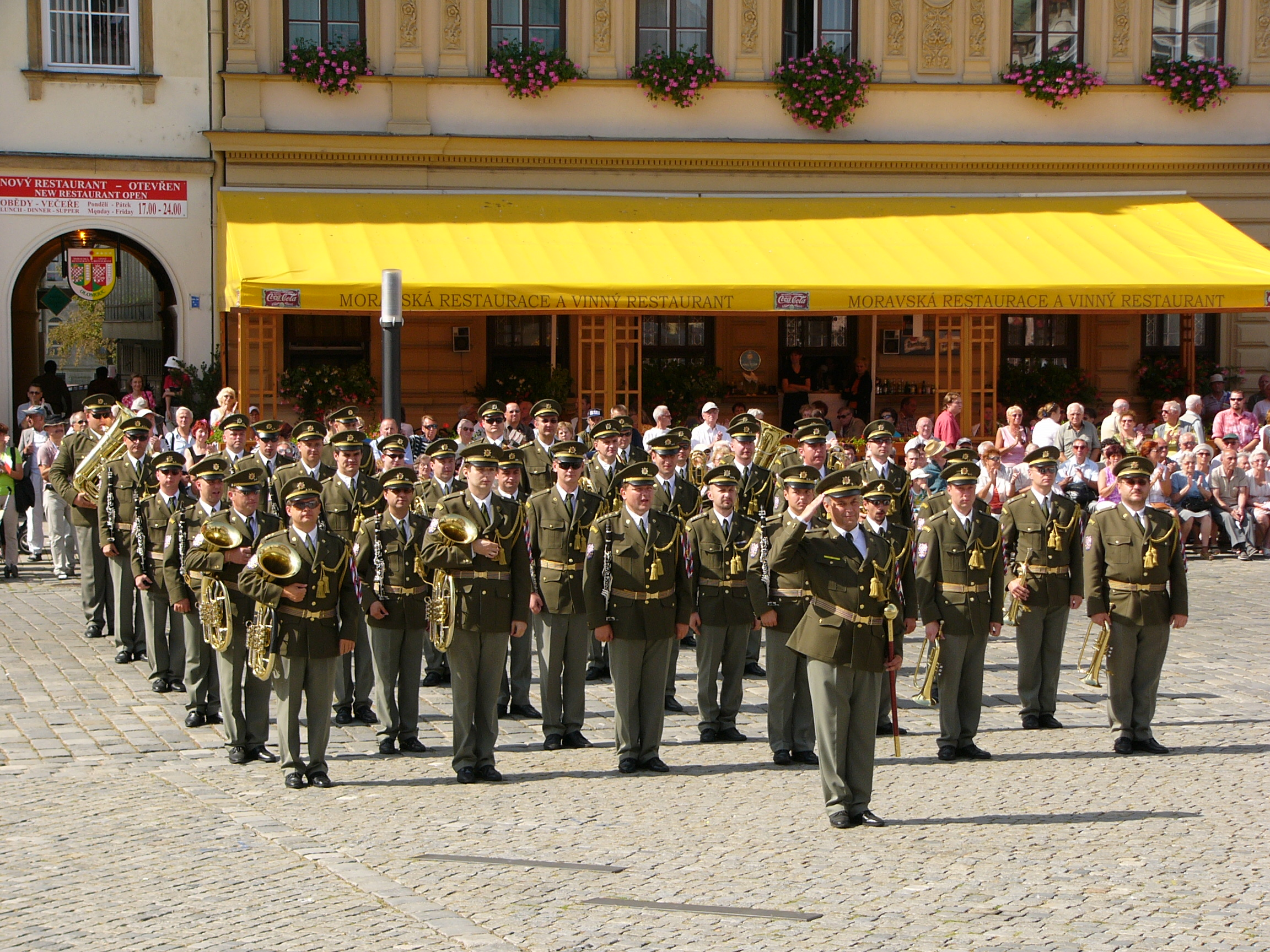
Banda militar de Olomouc
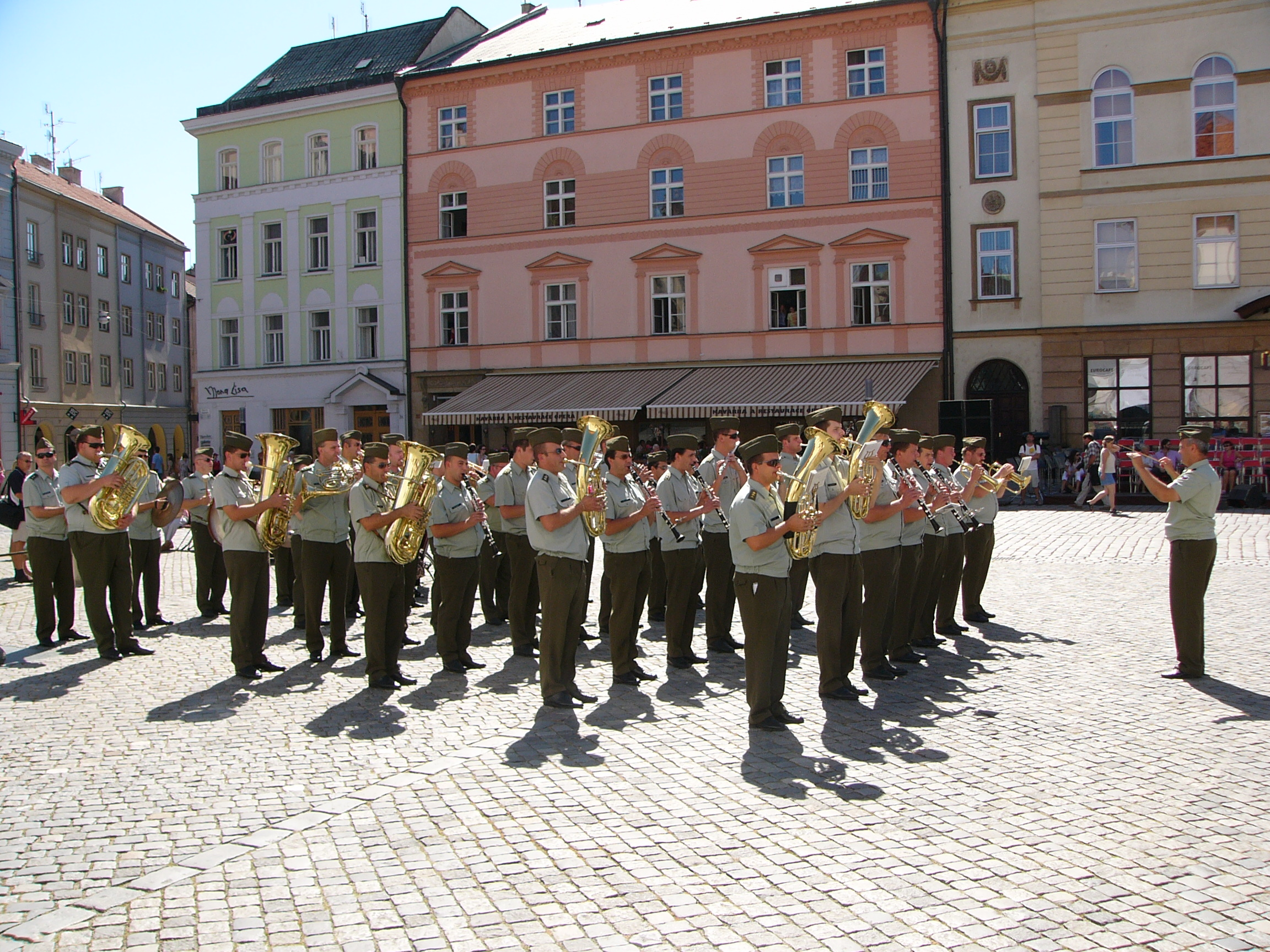
Banda militar de Olomouc
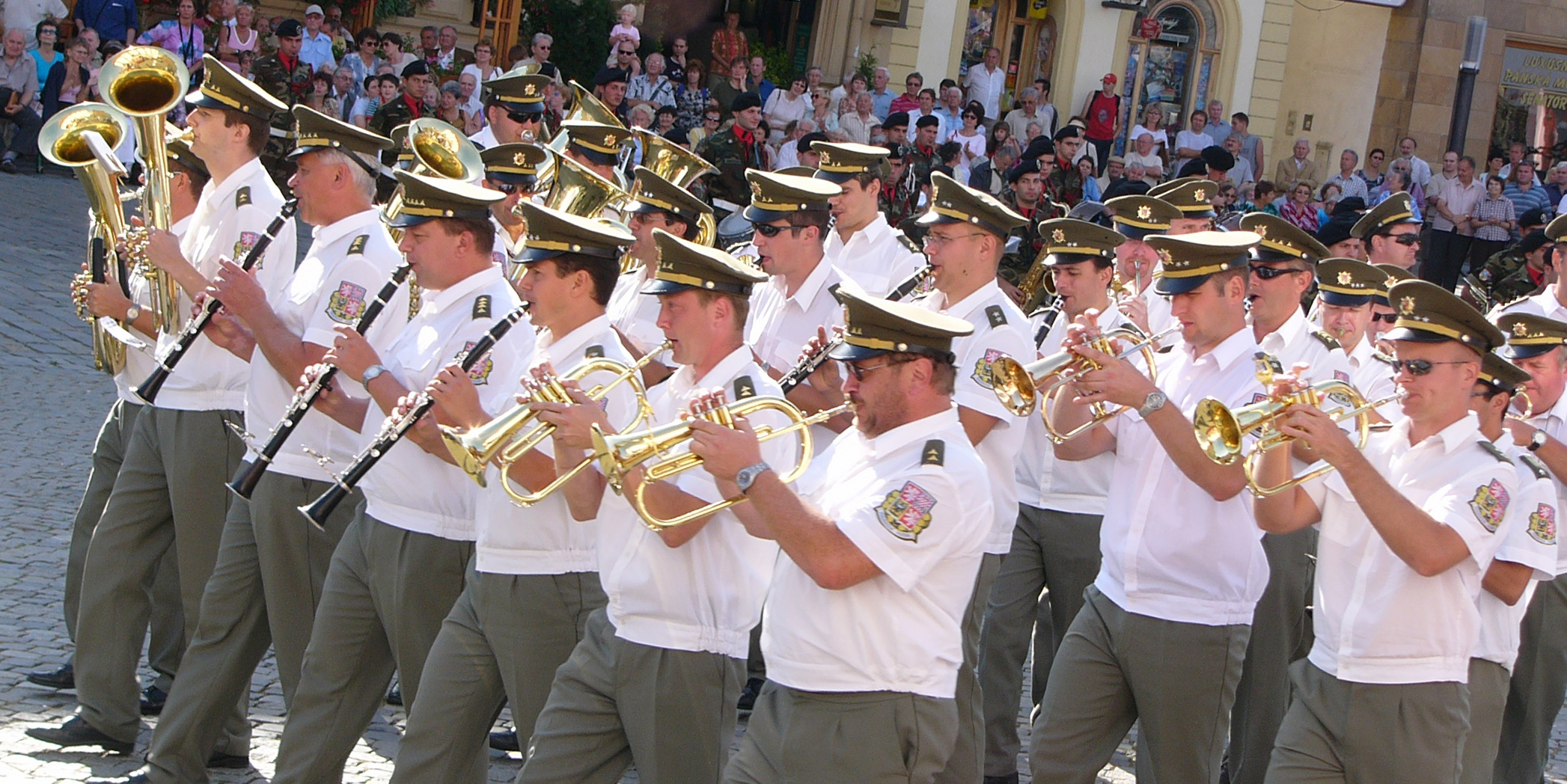
Banda militar de Olomouc
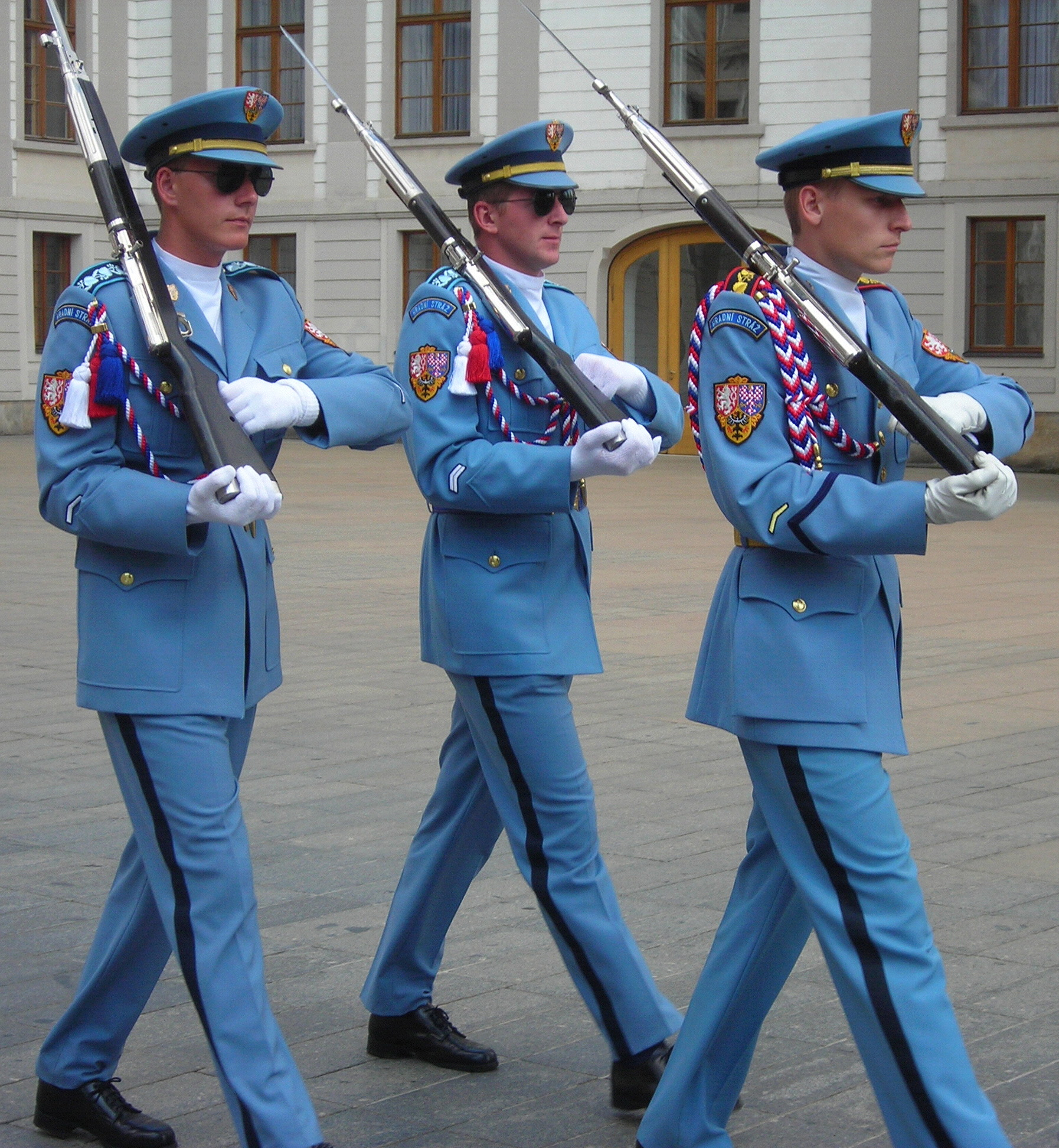
Soldados de la guardia del Castillo de Praga con rifles Vz. 52

## Cadena de mando
- Jefe del Estado Mayor: Mayor General Karel Řehka
- Primer Jefe Ajunto del Estado Mayor: Mayor General Ivo Střecha
- Jefe Ajunto del Estado Mayor del Ejército: Teniente General Miroslav Hlaváč
- Jefe Ajunto del Estado Mayor - Director del Centro de Operaciones Conjuntas: Teniente General Josef Kopecký
- Jefe Ajunto del Estado Mayor - Inspector del Ejército Checo: Mayor General František Malenínský

- Oficinas subordinadas inmediatas:
  - Oficina Militar Regional, Boletice
  - Oficina Militar Regional, Březina
  - Oficina Militar Regional, Hradiště
  - Oficina Militar Regional, Libavá

- División de Apoyo: Director Mayor General Pavel Jevula
  - Instituciones Inmediatamente Subordinadas:
  - Hospital Central Militar, Praga
  - Hospital Militar, Brno
  - Hospital Militar, Olomouc
  - Instituto de Medicina de la Aviación, Praga

- División de Comunicación y Sistemas de Información: Director - Jefe del Cuerpo de Señales: Coronel Jan Kaše
  - Instituciones inmediatamente subordinadas:
  - 6.° Centro de Comunicaciones
  - Centro de Búsqueda y Comunicación 080
  - Agencia de Desarrollo de la Tecnología de la Información

- División de Planificación: Director en funciones Coronel František Mičánek

- Departamento de Reconocimiento y Guerra Electrónica: Director Coronel Miroslav Žižka
  - Oficina inmediatamente subordinada:
  - Oficina de Geografía e Hidrometeorología Militar

- Autoridad de Aviación Militar: Director Coronel Josef Otta

## Rangos militares actuales e históricos
Estos son los rangos militares, históricos y actuales, de las Fuerzas Armadas de la República Checa y su fuerza predecesora, las Fuerzas Armadas Checoslovacas, después conocidas como Ejército Popular.

### Suboficiales
- Vojín - Soldado, Soldado de vuelo
- Svobodník - Soldado de Primera Clase, Soldado de vuelo de primera clase
- Desátník - Caporal, Soldado de vuelo senior
- Četař - Sargento
- Rotný - Sargento
- Rotmistr - Sargento de Primera Clase, Sargento Técnico
- Nadrotmistr - Sargento Maestro
- Štábní rotmistr - Sargento Primero (abolido 2011)

### Oficiales Técnicos
- Podpraporčík - Oficial Técnico de Primera, (abolido en 2011)
- Praporčík - Oficial Técnico
- Nadpraporčík - Oficial Técnico Mayor
- Štábní praporčík - Oficial Técnico Jefe (reinstalado en 1999)

### Oficiales
- Podporučík - Subteniente (abolido en 2011)
- Poručík - Teniente Segundo
- Nadporučík - Teniente Primero
- Kapitán - Capitán (anteriormente Setnik en la Guardia Nacional)
- Major - Mayor
- Podplukovník - Teniente coronel
- Plukovník - Coronel
- Brigádní generál - General de Brigada
- Generálmajor - Mayor General
- Generálporučík - Teniente General
- Armádní generál - General de Ejército, General del Aire

## Otras lecturas
- Stephane Lefebvre, 'The Army of the Czech Republic: A Status Report,' Journal of Slavic Military Studies, Vol. 8, No. 4, December 1995, pp. 718–751